# 学校的变革
《学校的变革：1876至1957年间的美国进步主义教育》（英語：The Transformation of the School: Progressivism in American Education, 1876–1957）是一本由美国教育史家劳伦斯·A·克雷明的著作，主题为进步主义教育的发展史，1961年由克诺夫出版社出版，获得了1962年的班克洛夫特獎。